# Chiesa di Santa Maria del Borgo
La chiesa di Santa Maria del Borgo è un edificio religioso situato a Lanzo Torinese. È stata la chiesa parrocchiale della città quando l'edificio titolare, la parrocchia di San Pietro in Vincoli, posta in cima al monte Buriasco, è stato demolito per rendere il castello di Lanzo più isolato e quindi difendibile.

## Storia
Da sempre dedicata alla Madonna, venne indicata nelle relazioni degli arcivescovi e dagli storici con denominazioni diverse, quale chiesa della Beata Maria Vergine, di Santa Maria degli Angeli, di Nostra Signora, di Santa Maria Assunta, della Beata Vergine del Carmelo. Per i lanzesi è semplicemente la cesa 'dla Madona.
Situata a metà dell'antica contrada del Borgo fu il centro della pietà mariana dei lanzesi fin dall'epoca medievale.
Non è nota la data di costruzione della primitiva cappella di molto antecedente il 1543 anno in cui iniziò a funzionare come chiesa parrocchiale in seguito alla distruzione della chiesa di San Pietro in Vincoli.
Nel 1547 il vescovo di Ventimiglia Filippo de Mari celebrò le sacre funzioni in Santa Maria, la quale sostituì la chiesa parrocchiale fino al 1591, quando venne consacrata la ricostruita chiesa di San Pietro in Vincoli. Quello fu il periodo più glorioso per la chiesa di Santa Maria, che si trovò ad essere contemporaneamente il centro religioso e politico del paese, in quanto in essa si radunava pure il Consiglio comunale (la Credenza).
Il 10 luglio 1575, fu eretta la Confraternita del Santo Nome di Gesù che, da allora, si prese cura dell'amministrazione della chiesa.
Nella chiesa di Santa Maria il 2 giugno 1629 venne fondata un'altra confraternita, sotto il titolo della Beata Maria Vergine del Carmelo.

## L'interno

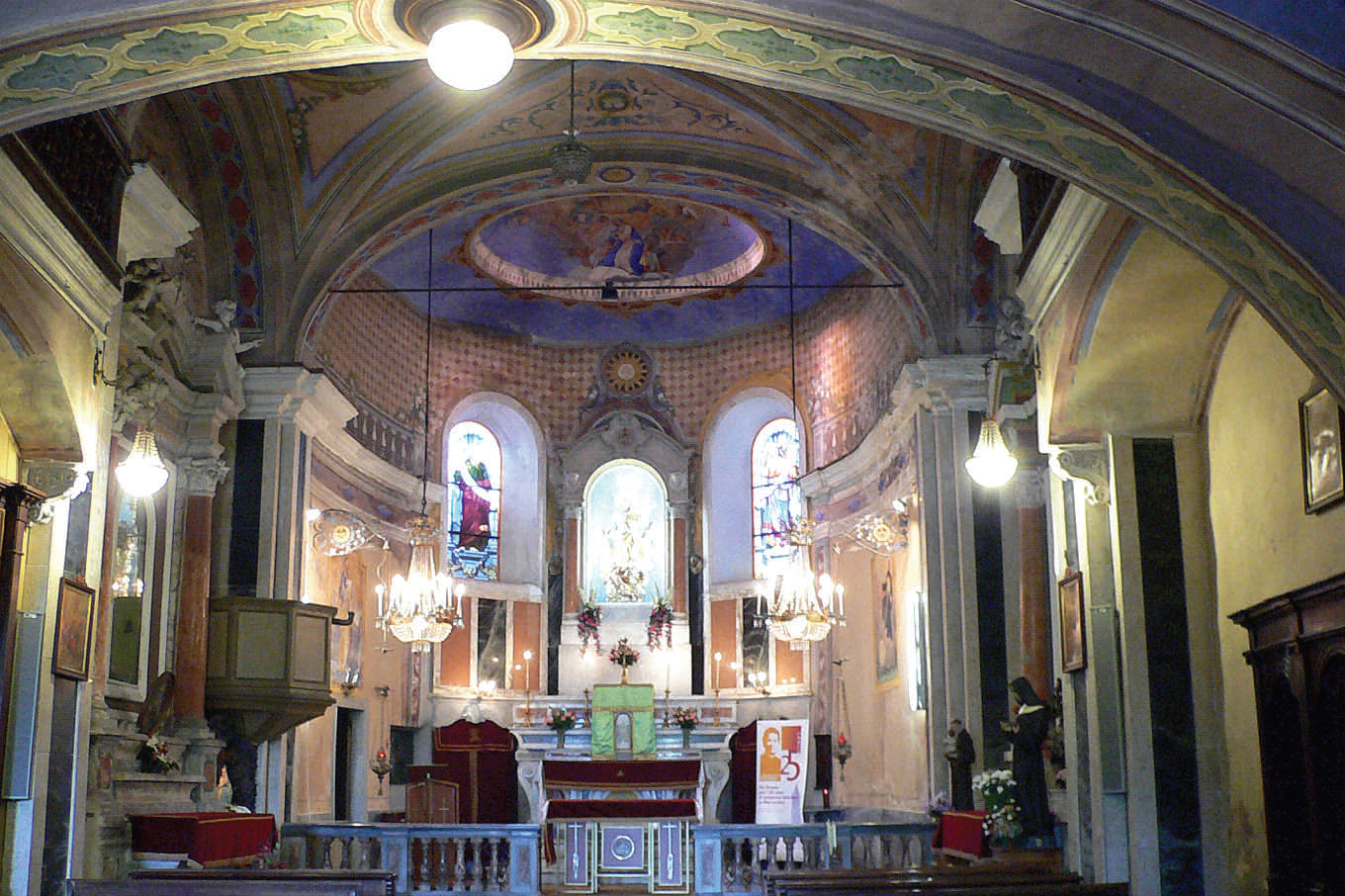
L'interno della chiesa di Santa Maria del Borgo

La sacrestia assai ampia e ben arredata, serviva in epoca pre-conciliare come cappella per gli uomini che vi accedevano direttamente dall'adiacente chintana. Sempre agli uomini era destinata la tribuna addossata alla facciata, con ingresso dalla ripida scaletta esterna, ma raggiungibile anche, tramite corridoio coperto, dal palazzo dei Signori d'Este, ora Istituto Immacolatine. Sul modesto campanile è collocata una sola campana.
All'interno l'altare destro è dedicato alla Madonna del Carmine (festa il 16 luglio); si tratta di un altare antico citato, insieme a quello di fronte dedicato a Sant'Anna e alla Madonna di Oropa, da Cavallari Murat come esempio del gusto barocco per le composizioni a stucco miscelate con pitture ad affresco, di cui erano maestri gli stuccatori luganesi. L'altare della Madonna di Oropa era anticamente dedicata a san Giuseppe ed apparteneva alla famiglia Carrocio, una tra le più nobili e facoltose di Lanzo. Gli altri due altari presenti, erano anch'essi ornati da icone di cui si ignora la sorte.
Scomparsi i dipinti la chiesa si arricchì di statue, tra cui primeggiano la Vergine Assunta di Clemente Ferrari e la famosa "macchina del Cristo nell'orto degli Ulivi" che veniva portata in processione la sera del Giovedì santo.

## Il restauro
La facciata della cappella presenta un impianto decorativo, solo in minima parte ancora leggibile, che doveva essere piuttosto articolato e gradevole, come testimonia una documentazione fotografica degli anni sessanta. In essa si può osservare un espediente decorativo di finte architetture: al culmine un timpano con cornici grigie e rosa che racchiudono la raffigurazione della Madonna in gloria tra nuvole e angeli; il registro inferiore è invece caratterizzato da lesene laterali ad imitazione del marmo grigio con specchiature rosa; ai lati del lunettone sono ricavate due finte nicchie che accolgono due santi vescovi; il portale è decorato con finte lesene e trabeazione con putti che reggono un simbolo raggiato. Si possono notare sull'intonaco alcune tracce di materiali diversi risalenti ad epoche differenti. Nel 2004 la chiesa è stato oggetto di un approfondito restauro esterno, volto al recupero delle facciate e della copertura.
A seguito del restauro si può osservare come siano state oggetto d'intervento le superfici murarie, consolidate e pulite, che hanno riacquistato i colori e le decorazioni originarie.